# Montclair (Califòrnia)
Montclair és una població dels Estats Units a l'estat de Califòrnia. Segons el cens del 2000 tenia 33.049 habitants.

## Demografia
Segons el cens del 2000, Montclair tenia 33.049 habitants, 8.800 habitatges, i 7.048 famílies. La densitat de població era de 2.502 habitants/km².
Dels 8.800 habitatges en un 47,5% hi vivien nens de menys de 18 anys, en un 56,3% hi vivien parelles casades, en un 16,3% dones solteres, i en un 19,9% no eren unitats familiars. En el 15% dels habitatges hi vivien persones soles el 6,3% de les quals corresponia a persones de 65 anys o més que vivien soles. El nombre mitjà de persones vivint en cada habitatge era de 3,69 i el nombre mitjà de persones que vivien en cada família era de 4,04.
Per edats la població es repartia de la següent manera: un 33,1% tenia menys de 18 anys, un 10,7% entre 18 i 24, un 30,4% entre 25 i 44, un 17,4% de 45 a 60 i un 8,3% 65 anys o més.
L'edat mediana era de 29 anys. Per cada 100 dones de 18 o més anys hi havia 96,2 homes.
La renda mediana per habitatge era de 40.797 $ i la renda mediana per família de 42.815 $. Els homes tenien una renda mediana de 30.902 $ mentre que les dones 27.014 $. La renda per capita de la població era de 13.556 $. Entorn del 14,2% de les famílies i el 17,4% de la població estaven per davall del llindar de pobresa.

## Poblacions més properes
El següent diagrama mostra les poblacions més properes.